# آلن گاردینر
اَلن گاردینر (انگلیسی: Alan Gardiner؛ ‏ ۲۹ مارس ۱۸۷۹ – ۱۹ دسامبر ۱۹۶۳) زبان‌شناس، باستان‌شناس و انسان‌شناس اهل بریتانیا بود. او به عنوان یکی از بهترین مصرشناسان میانه سده بیستم میلادی به شمار می‌رود.